# Ostra Glava
Ostra Glava (en serbe cyrillique : Остра Глава) est un village de Serbie situé sur le territoire de la Ville de Vranje, district de Pčinja. Au recensement de 2011, il comptait 35 habitants.

## Géographie
Ostra Glava est située dans le massif montagneux de la Kukavica, sur les bords de la Veternica, un affluent gauche de la Južna Morava.

## Démographie
| 1948 | 1953 | 1961 | 1971 | 1981 | 1991 | 2002 | 2011 |
| ---- | ---- | ---- | ---- | ---- | ---- | ---- | ---- |
| 129  | 153  | 120  | 105  | 96   | 84   | 72   | 35   |

|  |